# 賀緑汀
賀 緑汀（が りょくてい、He Liuting、1903年7月20日 - 1999年4月27日）は中国の作曲家、音楽理論家、教育家。

## 経歴
本名は賀楷、号は抱真。湖南省邵東県出身。1919年1923年に長沙の岳雲学校芸術専修科で音楽を学ぶ。1926年に中国共産党に入党し、翌年の広州蜂起に参加した。1931年に上海音楽専科学校に入学し、黄自に師事した。
1934年に上海明星影片公司に入社し、音楽科科長となった。1936年には左翼歌曲作者協会に加入し、翌年には上海文化界抗日救亡演劇第一隊の設立に関わった。1938年、武漢に行き中国電影制片廠に入り音楽科長に任命され、さらに重慶に移って重慶中央広播電台の音楽科長に任命された。
1943年に延安に到り、1946年には中央党校文芸工作研究室音楽組長に任命され、李伯釗とともに中央管弦楽団の設置責任者となり、あわせて団長、合唱隊長となった。1949年2月、北平師範大学音楽系主任と建設中の国立音楽院の副院長に任命され、中国文学芸術界連合会常務理事・中国音楽家協会副主席に選出された。同年9月より上海音楽学院院長となる。
中華人民共和国成立後は、中国共産党第8回全国大会代表、第1期全国人民代表大会代表、中国人民政治協商会議委員、教育部芸術教育委員会委員、中国文学芸術連合会副主席、中国音楽家協会名誉主席を歴任した。1984年、上海音楽学院名誉院長を退官した。
作曲活動は76年にわたり、6曲のオペラ、200曲近い歌曲、25曲の合唱曲、5曲のピアノ曲、7曲の管弦楽曲、27の映画音楽、いくつかの器楽独奏曲がある。ピアノ独奏曲『牧童短笛』『揺籃曲』は1934年にアレクサンドル・チェレプニンの開催した「中国風のピアノ作品コンクール」に入賞した。また歌曲『遊撃隊歌』は現在も高い評価を受けている。

## 作品
- ピアノ独奏曲『牧童短笛』『揺籃曲』
- 管弦楽曲『森吉徳馬』『晩会』
- 映画主題歌『春天里』『四季歌』『天涯歌女』
- 歌曲『遊撃隊歌』『懇春泥』『嘉陵江上』